# Cilacap
Cilacap es una ciudad de Indonesia. Se encuentra ubicada en el sur de la isla de Java a unos kilómetros de Yakarta, posee una población de 412.257 habitantes pero su área metropolitana tiene 1.700.000 habitantes.
Cilacap (ortografía antigua: Tjilatjap) también es una regencia (indonesio: kabupaten) en la zona sudoeste de la provincia de Java Central en Indonesia. Su capital es Cilacap.  
Cilacap es también un puerto de mar en la costa sur de la isla de Java. Es uno de los pocos puertos que existen en la costa sur que permiten el atraque de transporte marítimo de tonelaje importante. El fondeadero seguro más cercano hacia el este es Pacitan. El puerto de la ciudad está protegido por la isla de Nusa Kambangan, que aloja varias cárceles de alta seguridad. La isla protegió en parte a Cilacap de las consecuencias del tsunami de 2004. Sin embargo, la catástrofe se cobró 147 vidas, asoló las playas, causó daños en 435 barcos de pesca y causó importantes daños materiales. 
Durante la Segunda Guerra Mundial Cilacap fue un importante punto de partida para las personas que huían de la invasión japonesa, especialmente los colonos holandeses. Muchos abandonaron la Indias Orientales Neerlandesas en barco o por hidroavión la mayoría se dirigió hacia Broome en Australia Occidental. 
El puerto es centro de comercio nacional e internacional. Desde el aeropuerto de Tunggul Wulung de la ciudad hay vuelos regulares a Yakarta. 
La ciudad de Cilacap ofrece varias atracciones turísticas que enfatizan la cultura de Banyumasan.
- Datos: Q12478970
- Multimedia: Cilacap / Q12478970